# هرم خوابیده

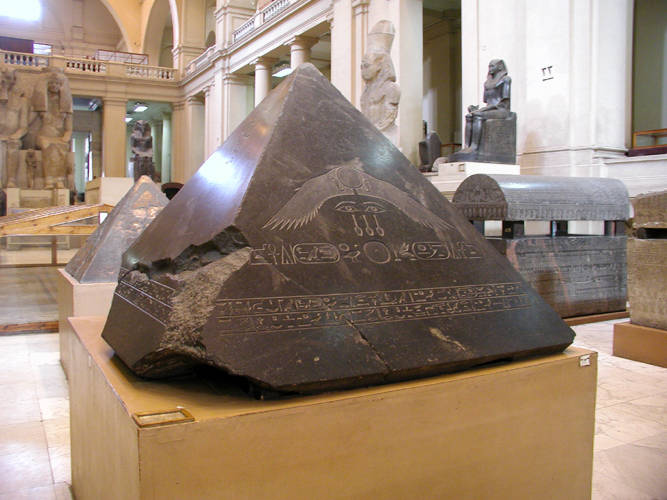
هرم آمنمحِت سوم در دهشور

هرم خوابیده (انگلیسی: Pyramidion) یک سنگ سرپوش است که معمولاً در قسمت بالایی اهرام مصر یا ابلیسک نصب می‌شده است. هرم خوابیده معمولاً از سنگ آهک، ماسه‌سنگ، بازالت یا گرانیت ساخته و گاهی، با صفحات مس، طلا یا الکتروم پوشانده می‌شدند. از دوران پادشاهی میانه مصر به بعد، اغلب هرم‌های خوابیده با عناوین سلطنتی و نمادهای مذهبی حکاکی می‌شدند.